# 交響曲第2番 (バーバー)
交響曲第2番（Symphony No.2）作品19は、サミュエル・バーバーが作曲した2番目の交響曲。

## 概要
1943年にアメリカ陸軍航空軍から「飛行機乗りを扱った交響作品」の委嘱を受けて作曲され、1944年3月3日に、セルゲイ・クーセヴィツキー指揮のボストン交響楽団によって初演された。作曲当初のバーバーは作品を高く評価し、1950年に改訂を加えたうえ録音もしているが、1964年になって作品を破棄し、出版社にも楽譜の処分を要請した。バーバーの死後の1984年に楽譜が発見され、現在は再評価が行われている。
バーバーは1942年にアメリカ陸軍に徴兵されていたが、作曲時には航空軍基地の中で暮らし、パイロット達に飛行の経験について聞いたり、自ら飛行訓練に加わったりしていた。初演当時にはプロパガンダとしての性格や新奇な効果が非難されることもあったが、現在では、複調やオスティナート、鮮烈な不協和音などの技法を駆使した、バーバーの作品の中でも特に野心的で、現代的な作品と評価されている。
作品の破棄後、第2楽章を全面的に改訂した交響詩『夜間飛行』（Night Flight Op.19a、1964年）が発表されたほか、オペラ『アントニーとクレオパトラ』（Antony and Cleopatra Op.40、1966年）、管弦楽曲『昨日の情景の写真』（Fadograph of a Yestern Scene Op.44、1971年）に素材が転用された。

## 楽器編成
- フルート2、ピッコロ、オーボエ2、コーラングレ、クラリネット2、Es管クラリネット、バスクラリネット、バスーン、コントラバスーン、ホルン4、トランペット3、トロンボーン3、チューバ、ティンパニ、打楽器2、ピアノ、弦五部

改訂版による。初版の第2楽章では、ベル研究所の開発したある種の電子楽器（"electronic tone-generator"）を用いて（委嘱側の要請による）夜間飛行の誘導のためのビーコンを表現する部分が存在したが、改訂後はEs管クラリネットの長音に差し替えられている。

## 楽曲構成
全3楽章からなり、演奏時間は25分から30分程度。
バーバーはこの作品を標題音楽と説明してはいないが、自身の書いた解説の中で、第1楽章はフライトの興奮とダイナミズムを再現しようとし、第2楽章は夜間飛行の経験から着想を得、第3楽章冒頭の小節線をもたない部分は飛行の感覚を表わしたと述べている。改訂は、作品から標題的な要素を取り除く方向に行われた。
- 第1楽章　Allegro ma non troppo
3/4拍子。ソナタ形式で書かれ、全曲の中でもっとも規模が大きい。7度間隔で動く、2度音程による木管楽器の和音で始まり、その和音をもとにした第1主題が弦に提示される。第2主題は16分音符を中心にしたもので、オーボエの抒情的な旋律が提示部を締めくくる。展開部は対位法的なパッセージから始まり、トゥッティによる冒頭動機の再現に導かれる。打楽器セクションが楽章を通して、主題の縮小や拡大のために利用されている[7]。

- 第2楽章　Andante un poco mosso
5/4拍子の緩徐楽章。全曲の中では最も短い。コーラングレ、フルート、E♭管クラリネットのソロが特に活用され、冒頭に弱音器を付けた低弦によって提示されるオスティナートが楽章を支配している。コーラングレに現れる「孤独な」主題は4/4拍子で記譜され、この「リズムの対位法」が楽章を駆動していく。クライマックスにおいても弦楽器は弱音器を付けたままで、その響きは情熱というよりも憧憬を湛えている[6]。

- 第3楽章　Presto, senza battuta
3/4拍子のフィナーレで、技巧的な側面も持つ。自由なリズムで奏される弦楽の動機で始まり、金管楽器がそれに合いの手を入れる。その後は、この旋律に基づく変奏曲とフーガとなる。中間に冒頭の動機がそのまま再現されるが、終結部においても3度現れ、嬰ヘ長調の主和音で輝かしく終わる[8]。